# Geoffrey Ostergaard
Geoffrey Ostergaard (20 de julio de 1926 - 22 de marzo de 1990) fue un lector sénior en el gobierno de la Universidad de Birmingham, Inglaterra. Fue un anarquista y pacifista y escribió sobre estos temas. Escribió sobre el control obrero en su libro The Tradition of Worker's Control, y también fue autor de Resisting the Nation State: The Pacifist and Anarchist Tradition.